# Robyn Ochs
Robyn T. Ochs (1958) is een Amerikaans schrijver, uitgever, pedagoog, universitair docent en activist voor de acceptatie van biseksuelen. Op basis van theoretisch voorwerk van seksuoloog Fritz Klein zette zij een politiek programma op voor de lgbt-beweging in de Verenigde Staten.

## Jeugd
Robyn Ochs groeide op in een Joods gezin in Far Rockaway, een wijk in het New Yorkse stadsdeel Queens. Haar sociaal geëngageerde moeder Sonny Ochs was actief in de lokale politiek; zij was een feminist. Ook andere familieleden zetten zich in voor vrede en burgerrechten. Zo was haar oom Phil Ochs een invloedrijk protestzanger in Amerika, die na een psychische inzinking bij Sonny in huis woonde en daar uiteindelijk suïcide pleegde.
Aan de State University of New York in Purchase behaalde Robyn Ochs in 1982 een BA in Latijns-Amerikaanse studies. Daarna ging zij naar de Harvard-universiteit, waaraan ze afstudeerde met een master in pedagogiek.

## Carrière
Ochs werkte vanaf 1985 als administrateur aan de Harvard–universiteit. Als adolescent was zij zich steeds meer gaan realiseren biseksueel te zijn. In Boston kreeg ze voor het eerst contact met andere biseksuele vrouwen en beleefde haar coming-out. Tijdens dat proces werd Robyn Ochs in 1983 mede–oprichter van de vereniging voor biseksuele vrouwen, ‘Boston Bisexual Women´s Network’. En aan haar faculteit stichtte zij de lgbt–faculteits– en –personeelsgroep, waarvan ze tevens voorzitter was. Vanuit die functie fungeerde Ochs ook als faculteitsadviseur voor ‘QSA‘, de lgbt-studentenorganisatie van Harvard. Op nationaal niveau is zij in dit kader betrokken bij ‘Campus Pride’.
Met haar baanbrekende vrijwilligerswerk als nevenactiviteit ontwikkelde haar carrière zich uiteindelijk op twee sporen. Bovendien ging Robyn Ochs in 1991 lesgeven aan het Massachusetts Institute of Technology in Cambridge (Massachusetts) en een jaar later ook aan de Tuftsuniversiteit. Haar vakken behelsden lgbt-geschiedenis & –politiek in de Verenigde Staten, de politiek van seksuele geaardheid en ervaringen van in transgressie zijnde mensen met de meestal strikt gehanteerde tweedeling homo/hetero, zwart/wit, mannelijk/vrouwelijk.
Om haar werkdruk te verminderen besloot Ochs in 2001 in deeltijd te gaan werken op de administratieve afdeling van Harvard. Intussen had zij zichzelf vanaf medio jaren negentig ook opgeworpen als woordvoerder in de debatten in Amerika omtrent Marriage Equality, het ‘homohuwelijk’. In mei 2004 kon zij haar partner Peg Preble huwen. In 2009 verliet Ochs Harvard; sindsdien wijdde zij zich volledig aan haar activisme.

## Activisme
In haar activisme legt zij een accent op het opkomen voor de rechten van iedereen, waarin bewustwording van de complexiteit van genderidentiteit een cruciale rol speelt. Ochs benadrukt het belang van een eendrachtige samenwerking voor dit centrale doel in sociale bewegingen. De lessen die zij verzorgt en de lezingen die zij met name op campussen door het hele land geeft, zoals bijvoorbeeld op Cornell, zijn een manier om dit doel onder de aandacht te brengen. Boeken schrijven is een andere.
Halverwege de jaren tachtig legde ze hiervoor de basis met de ‘Bisexual resource guide‘, een werk dat in 2001 zijn vierde druk beleefde en gaandeweg is uitgegroeid tot een standaardwerk binnen de wereldwijde bi-beweging. Haar bloemlezing ‘Getting Bi: Voices of Bisexuals Around the World’ uit 2005 – een verzameling ontboezemingen waarin 184 biseksuelen uit 32 landen hun ervaringen delen – heeft deze status zelfs overtroffen.
Robyn Ochs is een begenadigd spreker en neemt al decennia een prominente plaats in op conferenties, zoals de Internationale Bi-Conferentie in Amsterdam (1991) en de Europese Bi-Conferentie in Rotterdam (2001). Door haar lezingen en publicaties is zij uitgegroeid tot een landelijke spreekbuis voor lgbt–rechten en wordt zij regelmatig uitgenodigd voor talk shows op radio en televisie.
Zij maakt sinds 2004 deel uit van de raad van bestuur van MassEquality, de belangenvereniging voor gelijke behandeling van lgbt in Massachusetts. Verder was Ochs ontwerper van campagnes voor diverse lgbt–associaties en –conferenties. En sinds 2009 is zij hoofdredacteur van het kwartaalblad Bi Women Quarterly.